# Ouèssè
Ouèssè är en kommun i departementet Collines i Benin. Kommunen har en yta på 3 200 km2, och den hade 142 017 invånare år 2013.